# Rottenburg am Neckar
Rottenburg am Neckar è una città tedesca situata nel Land del Baden-Württemberg. È sede della diocesi di Rottenburg-Stoccarda, una delle due diocesi cattoliche del Land.

## Monumenti e luoghi d'interesse

### Architetture civili
Notevole è il centro storico con i suoi vicoli stretti e le torri medievali. L'ordinariato episcopale ha sede nel vecchio collegio gesuita del XVII secolo.

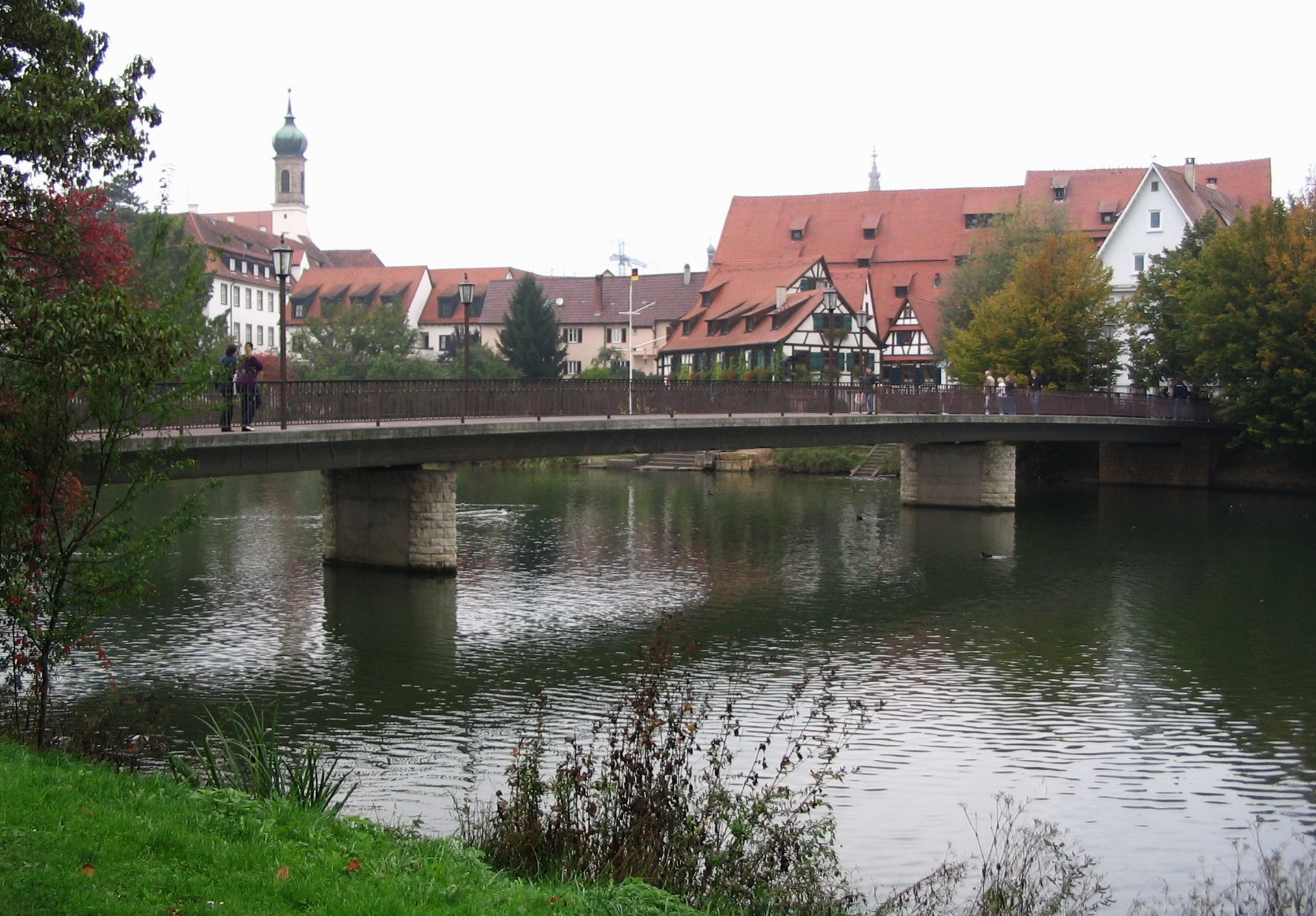
Il Neckar a Rottenburg

Dal giugno 2010 un nuovo ponte pedonale attraversa il Neckar nel percorso della Bahnhofstraße (progetto: Büro Werner Sobek). Grazie a questo progetto è stata migliorata la rete di protezione contro eventuali inondazioni ed è stata creata una passeggiata a bordo fiume.

### Architetture religiose

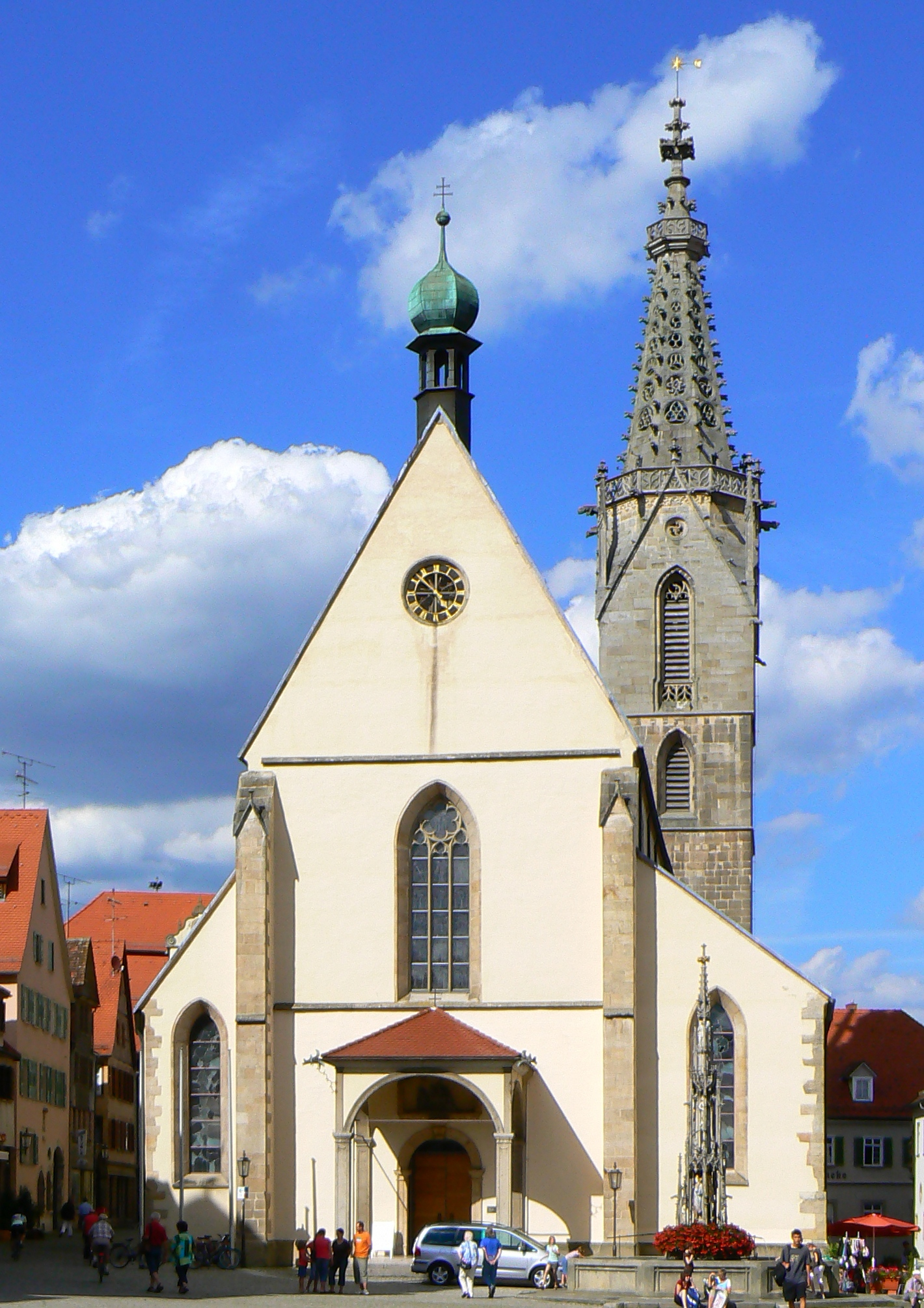
Il Duomo di Rottenburg

Il Duomo di Rottenburg, la cattedrale di San Martino, è considerato il simbolo della città. La chiesa odierna fu costruita nel XV secolo. La cappella precedente venne nominata in testi scritti già nel 1318.

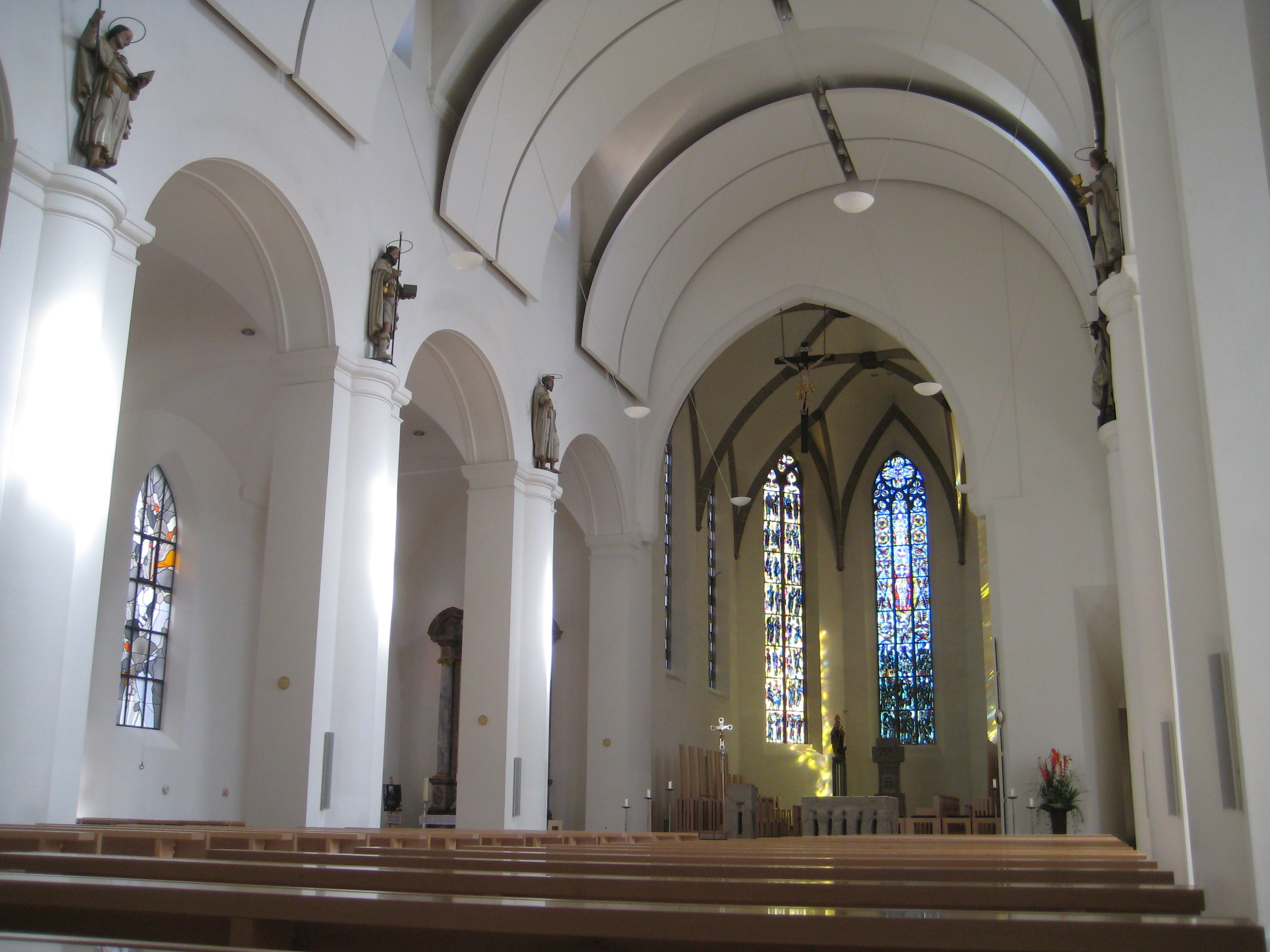
Veduta interna della cattedrale, con vista sul coro

Altre chiese di Rottenburg sono la Collegiata di San Maurizio (Stiftskirche St. Moriz), costruita tra il 1300 e il 1433, oggi chiesa parrocchiale, e la chiesa di San Giovanni Battista (realizzata nel XII secolo, così denominata nel 1513), che fu più volte rimaneggiata e oggi ha la funzione di chiesa cimiteriale, così come la Klausenkapelle, costruita nel XVIII secolo.

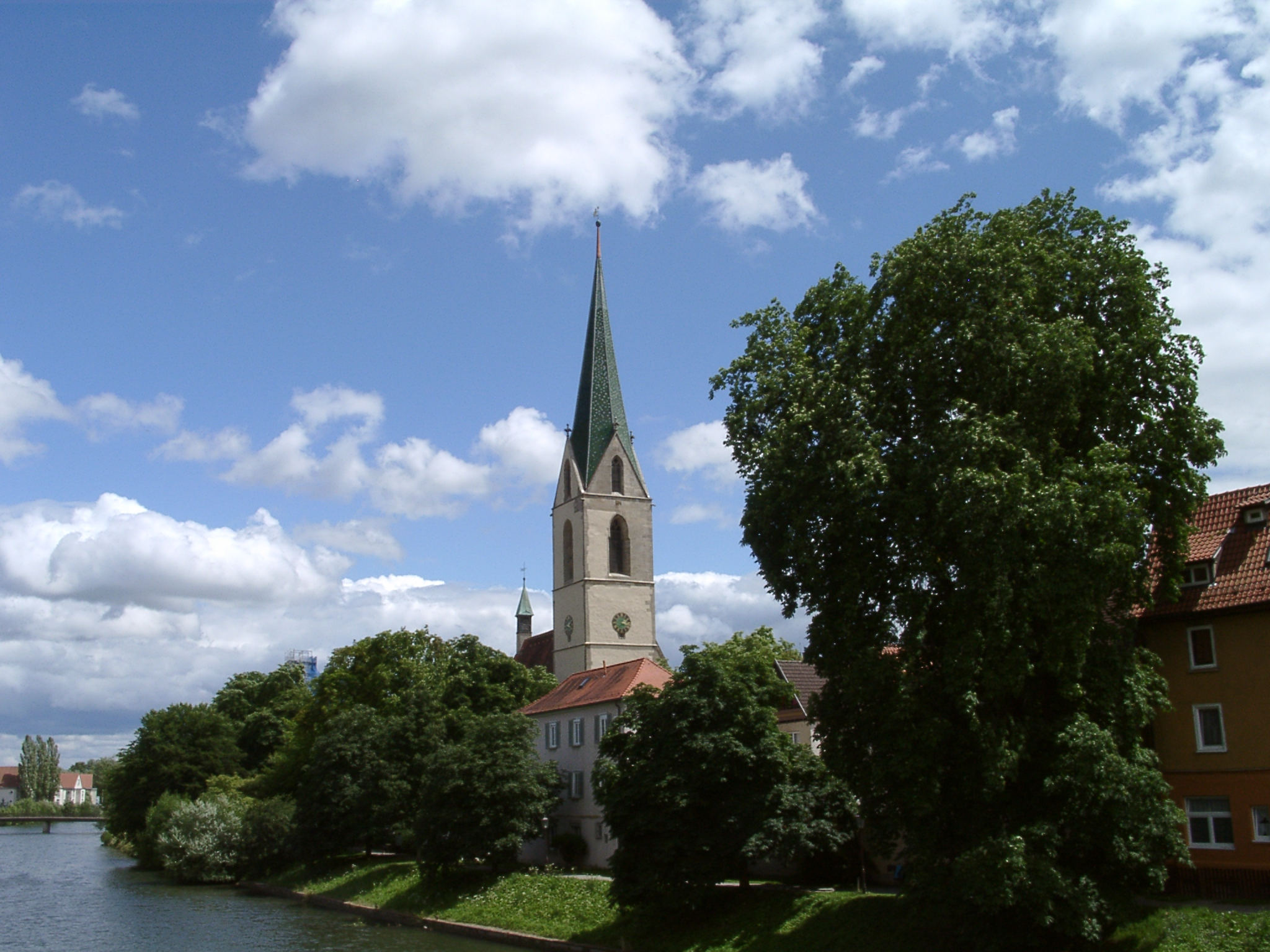
La collegiata di San Maurizio, vista da ovest

### Architetture militari
Il Weilerburg nel comune di Weiler è ciò che resta di una roccaforte dell'XI secolo. Qui si trova una torre d'avvistamento del 1874 costruita come „monumento alla vittoria e ai Minnesänger“. La frazione di Eckenweiler è dotata di un notevole castello d'acqua.

## Cultura

### Musei
Museo diocesano
Fondato nel 1862, il museo diocesano trova spazio all'interno di un ex convento carmelitano, che attualmente ospita anche un seminario.
Il museo diocesano contiene una eccezionale collezione di plastici e quadri dal XIII al XVIII secolo, paramenti del XV/XVI secolo, crocifissi e oggetti sacri di epoca medievale, manufatti barocchi in oro e argento così come testimonianze di devozione popolare.

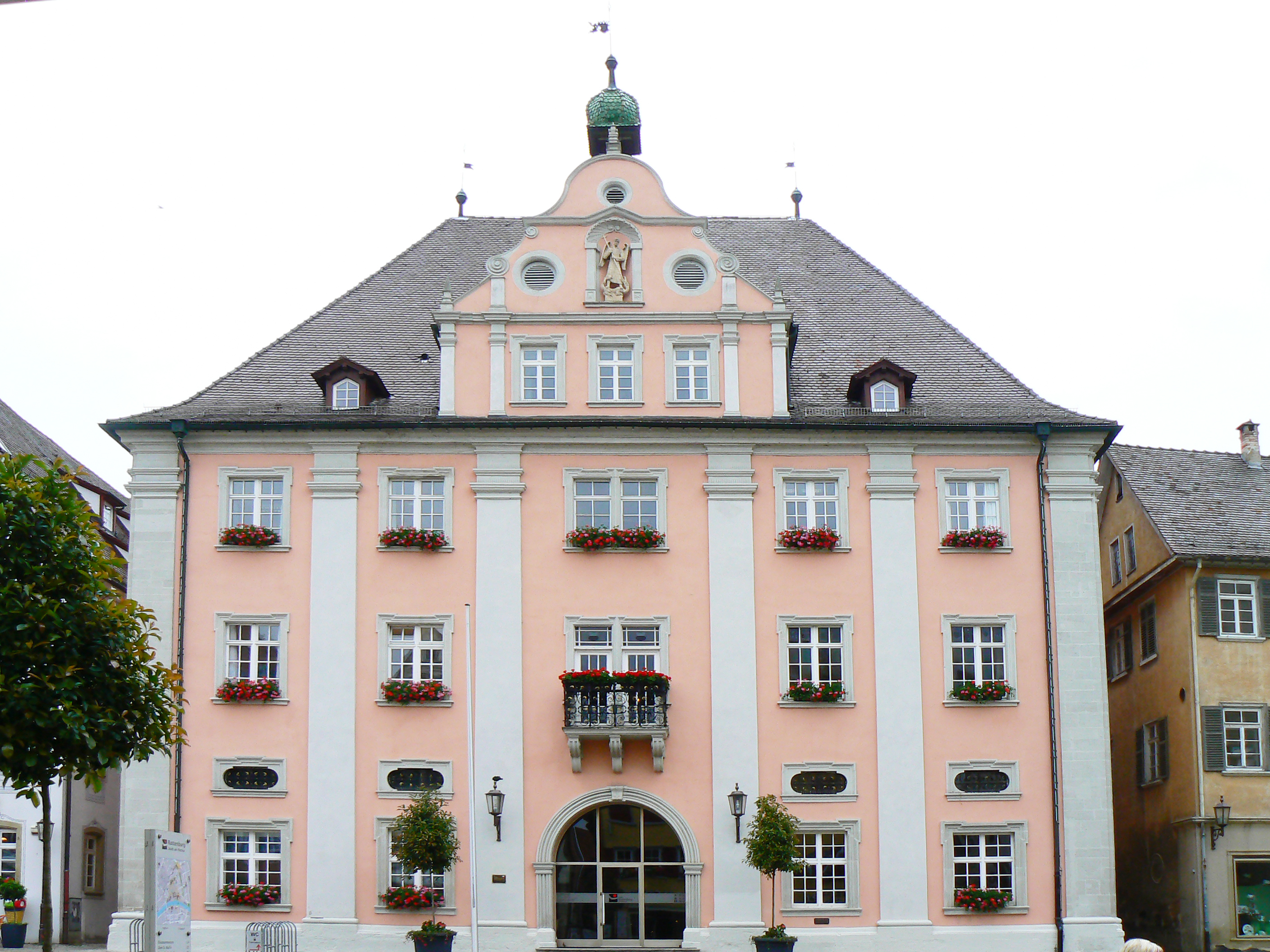
Il municipio di Rottengurg

Sumelocenna – Museo cittadino romano
Mostra stabile sulla vita quotidiana a Sumelocenna, la Rottenburg romana. All'interno degli scavi sono integrati resti dell'antica città.
Stiftsmuseum (Museo della Collegiata)
Nella sala gotica (piano superiore) della Ulrichskapelle dell'ex Collegiata (Stiftskirche) e attuale Morizkirche ha sede lo Stiftsmuseum. Ospita arte sacra del periodo della cosiddetta „Chorherrenstift“ (secoli XV-XVIII), sculture lignee della Morizkirche e oggetti sacri di epoca barocca della Altstadtkapelle.

### Eventi
- Rottenburger Fasnet
- Neckarfest
- Goldener Oktober: ogni prima domenica di ottobre i comuni di Rottenburg presentano sidro di produzione locale.
- Durante il Nikolausmarkt al duomo, che ha luogo ogni primo fine settimana di dicembre, oltre 100 espositori presentano le proprie offerte natalizie.
- Mittelalterliches Spectaculum: ogni due anni il fossato cittadino si ritrasforma come in epoca medievale. Rappresentazioni per giovani e anziani, bancarelle medievali, tornei a cavallo, saltimbanchi etc. animano l'evento.

## Geografia antropica

### Suddivisione amministrativa
L'area urbana di Rottenburg è composta dal centro cittadino e dai comuni riportati nella seguente tabella.
| Comune                        | Abitanti (gennaio 2008) | Superficie in ha |
| ----------------------------- | ----------------------- | ---------------- |
| Rottenburg (centro cittadino) | 19 261                  | 678 000          |
| Bad Niedernau                 | 569                     | 410              |
| Baisingen                     | 1 277                   | 720              |
| Bieringen                     | 692                     | 686              |
| Dettingen                     | 1 783                   | 962              |
| Eckenweiler                   | 514                     | 198              |
| Ergenzingen                   | 4 166                   | 1 004            |
| Frommenhausen                 | 467                     | 362              |
| Hailfingen                    | 1 581                   | 751              |
| Hemmendorf                    | 848                     | 657              |
| Kiebingen                     | 2 007                   | 518              |
| Obernau                       | 503                     | 378              |
| Oberndorf                     | 1 466                   | 614              |
| Schwalldorf                   | 781                     | 581              |
| Seebronn                      | 1 714                   | 811              |
| Weiler                        | 1 081                   | 384              |
| Wendelsheim                   | 1 555                   | 470              |
| Wurmlingen                    | 2 487                   | 714              |